# 34769 Remilabeille
34769 Remilabeille è un asteroide della fascia principale. Scoperto nel 2001, presenta un'orbita caratterizzata da un semiasse maggiore pari a 2,3729630 au e da un'eccentricità di 0,1499646, inclinata di 2,74124° rispetto all'eclittica.